# Quantonatica alapapilionis
Quantonatica alapapilionis is een slakkensoort uit de familie van de Naticidae. De wetenschappelijke naam van de soort is voor het eerst geldig gepubliceerd in 1798 door Röding.